# Eerste divisie 1961/62
In het seizoen 1961/62 van de Nederlandse Eerste divisie waren er voor het laatst twee kampioenen. Fortuna Vlaardingen uit A en Heracles uit B. De club uit Almelo promoveerde echter als enige dit seizoen naar de Eredivisie, na het spelen van een algeheel Eerste divisie kampioenschapswedstrijd. Het werd toen 0–0 en 1–0 voor de Heraclieden.
Dit seizoen was dus het laatste met twee parallel lopende competities. Het aantal clubs moest teruggebracht worden tot 16 en om dat te bereiken moesten aan het einde van de competitie, de nummers 8 tot en met 17 uit beide poules gedwongen degraderen. De twee laatst geëindigde clubs zijn dan veroordeeld tot het amateurvoetbal. In de Tweede divisie kunnen dan na dit seizoen weer twee poules ontstaan.

## Nieuwkomers en wijzigingen

### Eerste divisie A
Promotie Tweede divisie 1960/61:
- Haarlem

Degradatie Eredivisie 1960/61:
- Alkmaar '54

Overgeplaatst uit poule B:
- DHC
- Eindhoven
- Go Ahead
- 't Gooi
- Helmond
- Sittardia
- SVV

### Eerste divisie B
Promotie uit de Tweede divisie 1960/61:
- Hilversum
- Wilhelmina

Degradatie uit de Eredivisie 1960/61:
- Elinkwijk
- NOAD

Overgeplaatst uit poule A:
- Enschedese Boys
- Hermes DVS
- HVC
- Limburgia
- RBC

## Eerste divisie A

### Deelnemende teams
| Club        | Plaats           | Accommodatie           | Capaciteit | Trainer                           |
| ----------- | ---------------- | ---------------------- | ---------- | --------------------------------- |
| AGOVV       | Apeldoorn        | Berg & Bos             | 15.000     | Jan de Bouter                     |
| Alkmaar '54 | Alkmaar          | Alkmaarderhout         | 20.000     | Piet de Wolf Bonnie Bult (a.i.)   |
| BVV         | 's-Hertogenbosch | De Vliert              | 25.000     | Franz Rybicki                     |
| D.F.C.      | Dordrecht        | Krommedijk             | 12.000     | Leo Veldhuis Wim de Smit          |
| DHC         | Delft            | Brasserskade           | 18.000     | Friedrich Donenfeld               |
| Eindhoven   | Eindhoven        | Aalsterweg             | 27.000     | Jan Bijl                          |
| Fortuna     | Vlaardingen      | Floreslaan             | 12.000     | Rinus Gosens                      |
| Go Ahead    | Deventer         | Vetkampstraat          | 10.000     | Gilbert Richmond                  |
| Haarlem     | Haarlem          | Jan Gijzenkade         | 14.500     | Karel Kaufman                     |
| Helmond     | Helmond          | Houtsdonk              | 8.500      | Piet Möhlmann en Joseph Nicholson |
| 't Gooi     | Hilversum        | Gemeentelijk Sportpark | 16.000     | Ron Dellow                        |
| KFC         | Koog aan de Zaan | Breestraat             | 10.000     | Toon Bruins Slot                  |
| Leeuwarden  | Leeuwarden       | Gemeentelijk Sportpark | 16.000     | Piet Dubbelman                    |
| Sittardia   | Sittard          | Sittardia-terrein      | 17.000     | Frans Debruijn                    |
| Stormvogels | Velsen           | Schoonenberg           | 18.000     | Piet Kluit                        |
| SVV         | Schiedam         | Frankelandsedijk       | 15.000     | Hans Croon                        |
| Veendam     | Veendam          | De Langeleegte         | 13.000     | Tinus van der Pijl                |
| Vitesse     | Arnhem           | Nieuw-Monnikenhuize    | 18.000     | Branko Vidović                    |

### Eindstand
| pos | club        | gs | w  | g  | v  | pnt | dv | dt | ds  |
| --- | ----------- | -- | -- | -- | -- | --- | -- | -- | --- |
| 1.  | Fortuna     | 34 | 19 | 9  | 6  | 47  | 82 | 49 | 33  |
| 2.  | DHC         | 34 | 17 | 12 | 5  | 46  | 54 | 22 | 32  |
| 3.  | Sittardia   | 34 | 18 | 9  | 7  | 45  | 58 | 36 | 22  |
| 4.  | Go Ahead    | 34 | 14 | 14 | 6  | 42  | 53 | 32 | 21  |
| 5.  | Veendam¹    | 34 | 15 | 11 | 8  | 41  | 60 | 38 | 22  |
| 6.  | Eindhoven¹  | 34 | 18 | 5  | 11 | 41  | 56 | 42 | 14  |
| 7.  | SVV¹        | 34 | 15 | 11 | 8  | 41  | 50 | 42 | 8   |
| 8.  | AGOVV       | 34 | 15 | 10 | 9  | 40  | 73 | 52 | 21  |
| 9.  | D.F.C.      | 34 | 13 | 13 | 8  | 39  | 45 | 31 | 14  |
| 10. | Vitesse     | 34 | 14 | 8  | 12 | 36  | 62 | 62 | 0   |
| 11. | KFC         | 34 | 12 | 10 | 12 | 34  | 44 | 50 | -6  |
| 12. | Alkmaar '54 | 34 | 13 | 7  | 14 | 33  | 50 | 50 | 0   |
| 13. | Leeuwarden  | 34 | 10 | 10 | 14 | 30  | 44 | 49 | -5  |
| 14. | 't Gooi     | 34 | 11 | 8  | 15 | 30  | 55 | 63 | -8  |
| 15. | BVV         | 34 | 10 | 5  | 19 | 25  | 46 | 63 | -17 |
| 16. | Haarlem     | 34 | 5  | 5  | 24 | 15  | 28 | 81 | -53 |
| 17. | Stormvogels | 34 | 4  | 6  | 24 | 14  | 33 | 79 | -46 |
| 18. | Helmond     | 34 | 6  | 1  | 27 | 13  | 30 | 82 | -52 |

¹ Veendam, Eindhoven en SVV (allen 41 punten behaald) spelen beslissingswedstrijden in de vorm van een halve competitie om te bepalen welke club een degradatiewedstrijd moet spelen tegen de nummer zeven van Eerste divisie B.

##### Beslissingswedstrijden
Om de zevende plaats.
| Plaats + Datum                                                                              | Wedstrijd           | Uitslag       | Scoreverloop                                                       |
| ------------------------------------------------------------------------------------------- | ------------------- | ------------- | ------------------------------------------------------------------ |
| 31 mei 1962, Schiedam, Frankelandsedijk 8.000 toeschouwers Scheidsrechter: Dirk van Male    | SVV – Veendam       | 2 – 0 (0 – 0) | 76' Joop Herwig 1–0, 88' Joop Herwig 2-0                           |
| 3 juni 1962, Veendam, De Langeleegte 8.500 toeschouwers Scheidsrechter: Andries van Leeuwen | Veendam – Eindhoven | 2 – 1 (2 – 1) | 14' Jan Kuiper 1–0, 15' Jan Hoekema 2-0, 38' Max Rosies (e.d.) 2-1 |
| 11 juni 1962, Eindhoven, Aalsterweg 17.000 toeschouwers Scheidsrechter: Ad Boogaerts        | Eindhoven – SVV     | 2 – 0 (1 – 0) | 28' Cor Bex 1–0, 85' Wim van Kessel 2–0                            |

#### Eindstand
| pos | club      | gs | w | g | v | pnt | dv | dt | ds |
| --- | --------- | -- | - | - | - | --- | -- | -- | -- |
| 1.  | Eindhoven | 2  | 1 | 0 | 1 | 2   | 3  | 2  | 1  |
| 2.  | SVV       | 2  | 1 | 0 | 1 | 2   | 2  | 2  | 0  |
| 3.  | Veendam   | 2  | 1 | 0 | 1 | 2   | 2  | 3  | -1 |

Omdat alle ploegen opnieuw met een gelijk puntenaantal eindigen, geeft het doelgemiddelde in de reguliere competitie de doorslag.

### Legenda
| Kleur | Kwalificatie voor                                    |
| ----- | ---------------------------------------------------- |
|       | Nacompetitie voor promotie naar de Eredivisie        |
|       | Nacompetitie tegen degradatie naar de Tweede divisie |
|       | Degradatie naar de Tweede divisie                    |
|       | Degradatie naar de Amateurs                          |

### Uitslagen
|             | AGO   | ALK   | BVV   | DFC   | DHC   | EVV   | FVL   | GOA   | TGO   | HFC   | HVV   | KFC   | LEE   | SIT   | STO   | SVV   | VEE   | VIT   |
| ----------- | ----- | ----- | ----- | ----- | ----- | ----- | ----- | ----- | ----- | ----- | ----- | ----- | ----- | ----- | ----- | ----- | ----- | ----- |
| AGOVV       |       | 1 – 1 | 3 – 1 | 2 – 0 | 3 – 1 | 0 – 1 | 0 – 3 | 1 – 1 | 3 – 1 | 6 – 3 | 5 – 2 | 3 – 0 | 4 – 1 | 3 – 0 | 2 – 0 | 3 – 3 | 1 – 1 | 5 – 2 |
| Alkmaar '54 | 1 – 5 |       | 2 – 3 | 0 – 1 | 0 – 1 | 2 – 3 | 3 – 1 | 0 – 0 | 1 – 2 | 2 – 0 | 4 – 0 | 3 – 2 | 4 – 2 | 0 – 2 | 6 – 1 | 2 – 2 | 1 – 0 | 2 – 3 |
| BVV         | 0 – 4 | 1 – 1 |       | 2 – 1 | 1 – 3 | 4 – 1 | 2 – 2 | 3 – 3 | 2 – 3 | 2 – 1 | 5 – 1 | 2 – 2 | 2 – 3 | 3 – 1 | 1 – 3 | 3 – 1 | 1 – 1 | 2 – 0 |
| D.F.C.      | 1 – 0 | 2 – 3 | 2 – 0 |       | 1 – 3 | 3 – 0 | 3 – 3 | 3 – 2 | 2 – 0 | 2 – 0 | 4 – 0 | 0 – 0 | 1 – 0 | 0 – 0 | 1 – 1 | 3 – 3 | 0 – 0 | 0 – 0 |
| DHC         | 2 – 0 | 3 – 1 | 2 – 0 | 1 – 1 |       | 2 – 0 | 1 – 1 | 0 – 0 | 3 – 1 | 5 – 1 | 1 – 0 | 0 – 0 | 5 – 0 | 1 – 1 | 3 – 0 | 2 – 0 | 0 – 0 | 0 – 0 |
| Eindhoven   | 4 – 1 | 2 – 0 | 3 – 0 | 1 – 0 | 1 – 0 |       | 3 – 0 | 0 – 0 | 2 – 0 | 4 – 1 | 1 – 2 | 3 – 0 | 1 – 1 | 3 – 3 | 2 – 0 | 4 – 0 | 5 – 3 | 1 – 1 |
| Fortuna     | 2 – 2 | 1 – 0 | 1 – 0 | 0 – 0 | 2 – 0 | 2 – 0 |       | 1 – 0 | 5 – 3 | 8 – 2 | 6 – 0 | 5 – 1 | 1 – 1 | 5 – 2 | 6 – 1 | 1 – 0 | 1 – 0 | 4 – 1 |
| Go Ahead    | 1 – 1 | 4 – 1 | 2 – 1 | 1 – 1 | 1 – 0 | 3 – 1 | 1 – 2 |       | 2 – 1 | 4 – 1 | 2 – 0 | 1 – 1 | 1 – 1 | 1 – 2 | 0 – 0 | 3 – 1 | 1 – 0 | 3 – 0 |
| 't Gooi     | 2 – 2 | 0 – 0 | 2 – 1 | 1 – 1 | 3 – 1 | 2 – 3 | 2 – 2 | 2 – 2 |       | 2 – 2 | 1 – 0 | 2 – 1 | 3 – 1 | 2 – 4 | 2 – 0 | 1 – 2 | 1 – 3 | 0 – 2 |
| Haarlem     | 2 – 3 | 0 – 1 | 0 – 1 | 0 – 0 | 0 – 3 | 0 – 0 | 2 – 3 | 0 – 4 | 0 – 3 |       | 1 – 0 | 0 – 1 | 1 – 0 | 0 – 3 | 1 – 0 | 0 – 1 | 0 – 0 | 1 – 4 |
| Helmond     | 3 – 1 | 0 – 1 | 1 – 0 | 0 – 1 | 0 – 4 | 0 – 2 | 1 – 1 | 0 – 3 | 2 – 3 | 1 – 3 |       | 0 – 1 | 0 – 3 | 0 – 1 | 2 – 1 | 0 – 2 | 1 – 4 | 5 – 1 |
| KFC         | 0 – 0 | 2 – 4 | 2 – 0 | 2 – 1 | 1 – 1 | 3 – 2 | 2 – 1 | 0 – 1 | 2 – 1 | 2 – 0 | 2 – 6 |       | 1 – 0 | 1 – 2 | 5 – 2 | 0 – 0 | 2 – 2 | 3 – 1 |
| Leeuwarden  | 4 – 4 | 2 – 0 | 5 – 0 | 2 – 0 | 0 – 1 | 1 – 0 | 1 – 3 | 0 – 0 | 0 – 0 | 0 – 1 | 2 – 0 | 0 – 0 |       | 1 – 2 | 2 – 1 | 0 – 0 | 1 – 1 | 2 – 2 |
| Sittardia   | 2 – 2 | 0 – 1 | 1 – 0 | 0 – 1 | 0 – 0 | 0 – 1 | 4 – 2 | 3 – 1 | 0 – 0 | 1 – 0 | 1 – 0 | 2 – 1 | 3 – 1 |       | 1 – 2 | 4 – 0 | 5 – 0 | 2 – 0 |
| Stormvogels | 0 – 2 | 0 – 0 | 0 – 1 | 0 – 6 | 1 – 3 | 0 – 1 | 1 – 1 | 0 – 2 | 4 – 1 | 1 – 1 | 5 – 2 | 0 – 3 | 1 – 3 | 1 – 3 |       | 0 – 1 | 3 – 3 | 1 – 2 |
| SVV         | 1 – 0 | 1 – 1 | 2 – 0 | 1 – 1 | 0 – 0 | 3 – 1 | 4 – 2 | 1 – 1 | 0 – 3 | 5 – 1 | 5 – 0 | 1 – 0 | 2 – 1 | 1 – 1 | 2 – 1 |       | 2 – 1 | 2 – 0 |
| Veendam     | 4 – 0 | 1 – 2 | 2 – 1 | 3 – 0 | 1 – 1 | 1 – 0 | 1 – 2 | 1 – 1 | 2 – 1 | 6 – 2 | 1 – 0 | 3 – 0 | 3 – 1 | 0 – 0 | 4 – 0 | 1 – 0 |       | 4 – 0 |
| Vitesse     | 2 – 1 | 2 – 0 | 2 – 1 | 0 – 2 | 1 – 1 | 4 – 0 | 5 – 2 | 3 – 1 | 6 – 4 | 3 – 1 | 4 – 1 | 1 – 1 | 1 – 2 | 2 – 2 | 4 – 2 | 1 – 1 | 2 – 3 |       |

### Topscorers
| #  | Naam              | Club                | Goal |
| -- | ----------------- | ------------------- | ---- |
| 1. | Jan Bouman        | Fortuna             | 35   |
| 2. | Ed Verweel        | Fortuna Vlaardingen | 24   |
| 3. | Joop Hartjes      | AGOVV               | 21   |
|    | Sietze de Vries   | AGOVV               | 21   |
| 5. | Evert Drommel     | Veendam             | 19   |
| 6. | Henk van Vlierden | KFC                 | 17   |
| 7. | Rik Aspers        | Sittardia           | 17   |
| 8. | Tibor Lőrincz     | Alkmaar '54         | 16   |
| 9. | Freek Kraijer     | AGOVV               | 15   |
|    | Jan van Berkel    | 't Gooi             | 15   |
|    | Teus van Rheenen  | 't Gooi             | 15   |

## Eerste divisie B

### Deelnemende teams
| Club            | Plaats           | Accommodatie           | Capaciteit | Trainer             |
| --------------- | ---------------- | ---------------------- | ---------- | ------------------- |
| Be Quick        | Groningen        | Esserberg              | 12.000     | Leslie Talbot       |
| EBOH            | Dordrecht        | Zuidendijk             | 8.500      | Lajos Tóth          |
| Elinkwijk       | Utrecht          | Amsterdamsestraatweg   | 13.000     | Joop de Busser      |
| Enschedese Boys | Enschede         | Heekpark               | 25.000     | Bas Paauwe          |
| Excelsior       | Rotterdam        | Woudestein             | 11.000     | Bob Janse           |
| Heerenveen      | Heerenveen       | Gemeentelijk Sportpark | 12.000     | Arie de Vroet       |
| Heracles        | Almelo           | Bornsestraat           | 20.000     | Jaap van der Leck   |
| Hermes DVS      | Schiedam         | Harga                  | 16.000     | Wim Blokland        |
| Hilversum       | Hilversum        | Gemeentelijk Sportpark | 16.000     | Evert Teunissen     |
| HVC             | Amersfoort       | Birkhoven              | 10.000     | Ger Stroker         |
| Limburgia       | Brunssum         | Venweg                 | 15.500     | Ludwig Veg          |
| NOAD            | Tilburg          | Gemeentelijk Sportpark | 20.000     | Maarten Vink        |
| RBC             | Roosendaal       | De Luiten              | 5.900      | Rinus Gillisse      |
| SHS             | Den Haag         | Houtrust               | 25.000     | Ludwig Veg          |
| VSV             | Velsen           | Schoonenberg           | 18.000     | Jan de Wit          |
| Wageningen      | Wageningen       | De Wageningse Berg     | 16.000     | Arend Koolen        |
| Wilhelmina      | 's-Hertogenbosch | De Wolfsdonken         | 6.000      | Piet van der Sluijs |
| ZFC             | Zaandam          | Westzanerdijk          | 10.000     | Jan van Asten       |

### Eindstand
| pos | club            | gs | w  | g  | v  | pnt | dv  | dt  | ds   |
| --- | --------------- | -- | -- | -- | -- | --- | --- | --- | ---- |
| 1.  | Heracles        | 34 | 22 | 6  | 6  | 50  | 103 | 28  | 75   |
| 2.  | Excelsior       | 34 | 19 | 9  | 6  | 47  | 70  | 37  | 33   |
| 3.  | Elinkwijk       | 34 | 19 | 6  | 9  | 44  | 68  | 54  | 14   |
| 4.  | RBC             | 34 | 18 | 7  | 9  | 43  | 70  | 50  | 20   |
| 5.  | Enschedese Boys | 34 | 18 | 6  | 10 | 42  | 84  | 51  | 33   |
| 6.  | Limburgia       | 34 | 17 | 7  | 10 | 41  | 72  | 48  | 24   |
| 7.  | SHS             | 34 | 17 | 6  | 11 | 40  | 57  | 37  | 20   |
| 8.  | ZFC             | 34 | 14 | 8  | 12 | 36  | 40  | 36  | 4    |
| 9.  | Be Quick        | 34 | 13 | 7  | 14 | 33  | 69  | 73  | -4   |
| 10. | Wageningen      | 34 | 12 | 9  | 13 | 33  | 69  | 75  | -6   |
| 11. | Heerenveen      | 34 | 10 | 11 | 13 | 31  | 46  | 52  | -6   |
| 12. | Hermes DVS      | 34 | 12 | 7  | 15 | 31  | 52  | 62  | -10  |
| 13. | NOAD            | 34 | 12 | 7  | 15 | 31  | 55  | 71  | -16  |
| 14. | Hilversum       | 34 | 12 | 5  | 17 | 29  | 58  | 58  | 0    |
| 15. | VSV             | 34 | 11 | 5  | 18 | 27  | 57  | 87  | -30  |
| 16. | HVC             | 34 | 11 | 4  | 19 | 26  | 55  | 71  | -16  |
| 17. | Wilhelmina      | 34 | 8  | 7  | 19 | 23  | 51  | 84  | -33  |
| 18. | EBOH            | 34 | 1  | 3  | 30 | 5   | 29  | 131 | -102 |

### Legenda
| Kleur | Kwalificatie voor                                    |
| ----- | ---------------------------------------------------- |
|       | Nacompetitie voor promotie naar de Eredivisie        |
|       | Nacompetitie tegen degradatie naar de Tweede divisie |
|       | Degradatie naar de Tweede divisie                    |
|       | Degradatie naar de Amateurs                          |

### Uitslagen
|                 | BQU   | EBO   | ELI   | ENB   | EXC   | HEE   | HER   | DVS   | HIL   | HVC   | LIM   | NOA   | RBC   | SHS   | VSV    | WAG   | WLM   | ZFC   |
| --------------- | ----- | ----- | ----- | ----- | ----- | ----- | ----- | ----- | ----- | ----- | ----- | ----- | ----- | ----- | ------ | ----- | ----- | ----- |
| Be Quick        |       | 4 – 0 | 3 – 3 | 4 – 3 | 3 – 3 | 0 – 1 | 0 – 2 | 2 – 1 | 5 – 0 | 4 – 0 | 1 – 4 | 8 – 2 | 3 – 0 | 1 – 4 | 2 – 0  | 2 – 3 | 2 – 2 | 0 – 1 |
| EBOH            | 1 – 2 |       | 1 – 1 | 0 – 3 | 1 – 3 | 3 – 0 | 1 – 6 | 1 – 6 | 1 – 4 | 0 – 5 | 0 – 0 | 0 – 2 | 1 – 2 | 0 – 4 | 3 – 6  | 1 – 3 | 3 – 5 | 0 – 1 |
| Elinkwijk       | 3 – 1 | 8 – 2 |       | 1 – 0 | 1 – 1 | 2 – 0 | 4 – 1 | 2 – 1 | 3 – 2 | 2 – 1 | 4 – 2 | 1 – 0 | 0 – 1 | 1 – 0 | 2 – 2  | 1 – 5 | 4 – 2 | 4 – 2 |
| Enschedese Boys | 4 – 0 | 4 – 1 | 1 – 2 |       | 2 – 2 | 2 – 1 | 1 – 1 | 4 – 0 | 4 – 1 | 3 – 0 | 5 – 1 | 3 – 2 | 3 – 3 | 3 – 1 | 6 – 1  | 4 – 1 | 1 – 1 | 4 – 1 |
| Excelsior       | 5 – 0 | 2 – 0 | 3 – 1 | 1 – 0 |       | 1 – 1 | 1 – 0 | 1 – 1 | 1 – 0 | 1 – 3 | 1 – 2 | 1 – 1 | 1 – 1 | 4 – 0 | 2 – 0  | 3 – 0 | 4 – 0 | 1 – 0 |
| Heerenveen      | 0 – 3 | 5 – 1 | 3 – 1 | 3 – 1 | 0 – 4 |       | 1 – 0 | 1 – 1 | 2 – 5 | 1 – 2 | 2 – 1 | 0 – 0 | 2 – 2 | 0 – 1 | 1 – 0  | 2 – 3 | 6 – 1 | 1 – 2 |
| Heracles        | 4 – 0 | 8 – 0 | 3 – 0 | 1 – 0 | 5 – 3 | 1 – 0 |       | 5 – 0 | 2 – 0 | 0 – 2 | 4 – 2 | 1 – 2 | 9 – 1 | 0 – 0 | 10 – 1 | 5 – 1 | 8 – 0 | 0 – 0 |
| Hermes DVS      | 1 – 2 | 3 – 1 | 0 – 1 | 3 – 1 | 3 – 2 | 2 – 2 | 1 – 1 |       | 1 – 4 | 4 – 4 | 1 – 1 | 0 – 2 | 2 – 1 | 1 – 2 | 4 – 1  | 4 – 2 | 1 – 0 | 3 – 1 |
| Hilversum       | 7 – 2 | 3 – 0 | 0 – 1 | 2 – 1 | 2 – 2 | 0 – 0 | 1 – 0 | 1 – 2 |       | 4 – 2 | 2 – 3 | 2 – 1 | 2 – 0 | 0 – 1 | 2 – 3  | 1 – 2 | 1 – 1 | 0 – 0 |
| HVC             | 1 – 2 | 3 – 1 | 2 – 4 | 1 – 2 | 1 – 2 | 0 – 0 | 0 – 3 | 1 – 3 | 0 – 1 |       | 2 – 3 | 3 – 0 | 1 – 0 | 1 – 3 | 3 – 2  | 2 – 1 | 4 – 0 | 0 – 0 |
| Limburgia       | 2 – 3 | 5 – 1 | 0 – 1 | 1 – 1 | 0 – 2 | 4 – 1 | 0 – 0 | 3 – 1 | 3 – 2 | 4 – 0 |       | 3 – 0 | 3 – 0 | 0 – 1 | 7 – 4  | 2 – 2 | 5 – 0 | 0 – 0 |
| NOAD            | 2 – 2 | 9 – 2 | 1 – 1 | 2 – 6 | 0 – 4 | 0 – 0 | 0 – 5 | 2 – 0 | 3 – 2 | 5 – 2 | 0 – 2 |       | 1 – 2 | 1 – 5 | 2 – 1  | 2 – 2 | 4 – 3 | 2 – 1 |
| RBC             | 3 – 1 | 5 – 0 | 3 – 0 | 3 – 1 | 1 – 2 | 3 – 0 | 0 – 2 | 2 – 0 | 3 – 1 | 6 – 3 | 4 – 2 | 2 – 3 |       | 2 – 0 | 5 – 0  | 4 – 4 | 1 – 0 | 0 – 0 |
| SHS             | 1 – 1 | 3 – 0 | 2 – 2 | 0 – 1 | 0 – 1 | 2 – 3 | 3 – 3 | 4 – 0 | 2 – 1 | 0 – 0 | 0 – 1 | 2 – 0 | 0 – 2 |       | 4 – 1  | 3 – 0 | 3 – 1 | 1 – 0 |
| VSV             | 4 – 1 | 1 – 1 | 4 – 3 | 5 – 1 | 0 – 0 | 0 – 0 | 0 – 5 | 3 – 0 | 2 – 1 | 2 – 0 | 1 – 1 | 1 – 3 | 2 – 3 | 3 – 2 |        | 2 – 3 | 2 – 0 | 1 – 2 |
| Wageningen      | 3 – 3 | 6 – 0 | 2 – 1 | 3 – 3 | 4 – 2 | 2 – 2 | 1 – 2 | 2 – 1 | 1 – 2 | 1 – 3 | 0 – 1 | 1 – 1 | 1 – 1 | 3 – 2 | 4 – 1  |       | 2 – 2 | 0 – 5 |
| Wilhelmina      | 2 – 2 | 5 – 1 | 2 – 1 | 0 – 3 | 2 – 3 | 1 – 4 | 2 – 4 | 0 – 1 | 1 – 1 | 4 – 2 | 0 – 3 | 2 – 0 | 0 – 4 | 0 – 0 | 4 – 0  | 4 – 1 |       | 3 – 0 |
| ZFC             | 1 – 0 | 4 – 1 | 1 – 2 | 2 – 3 | 2 – 1 | 1 – 1 | 0 – 2 | 0 – 0 | 3 – 1 | 3 – 1 | 2 – 1 | 1 – 0 | 0 – 0 | 0 – 1 | 0 – 1  | 1 – 0 | 3 – 1 |       |

### Topscorers
| #  | Naam             | Club            | Goal |
| -- | ---------------- | --------------- | ---- |
| 1. | Joop Schuman     | Heracles        | 44   |
| 2. | Dirk Roelfsema   | Be Quick        | 30   |
| 3. | Gène Gerards     | Limburgia       | 28   |
| 4. | Chris Geutjes    | Wageningen      | 27   |
|    | Jan de Kleijn    | SHS             | 27   |
| 6. | Theo Netten      | NOAD            | 25   |
| 7. | Abe Lenstra      | Enschedese Boys | 20   |
| 8. | Piet Bruijninckx | RBC             | 19   |
| 9. | Henny van Egdom  | Elinkwijk       | 18   |

## Promotie en algeheel kampioenschap
Fortuna Vlaardingen en Heracles speelden een play-off wedstrijd om algeheel kampioenschap en één plek in de Eredivisie. Heracles won over twee duels: 0–0 en 1–0
| Datum + plaats                                                                        | Wedstrijd          | Uitslag       | Scoreverloop           |
| ------------------------------------------------------------------------------------- | ------------------ | ------------- | ---------------------- |
| 3 juni 1962, Vlaardingen, Floreslaan 14.500 toeschouwers Scheidsrechter: Piet Roomer  | Fortuna – Heracles | 0 – 0         |                        |
| 11 juni 1962, Almelo, Bornsestraat 22.000 toeschouwers Scheidsrechter: André La Croix | Heracles – Fortuna | 1 – 0 (1 – 0) | 10' Hennie van Nee 1–0 |

## Degradatie
SVV en SHS speelden een play-off wedstrijd om lijfsbehoud. SHS won (2–0) handhaafde zich in de Eerste divisie; SVV degradeerde wel.
| Datum + plaats                                                                    | Wedstrijd | Uitslag       | Scoreverloop                               |
| --------------------------------------------------------------------------------- | --------- | ------------- | ------------------------------------------ |
| 17 juni 1961, Delft, Brasserskade 16.000 toeschouwers Scheidsrechter: Piet Roomer | SHS – SVV | 2 – 0 (1 – 0) | 41' Roel Timmer 1–0, 78' Jan de Kleijn 2–0 |

Eerste klasse

1955/56

Eerste divisie

1956/57 · 1957/58 · 1958/59 · 1959/60 · 1960/61 · 1961/62 · 1962/63 · 1963/64 · 1964/65 · 1965/66 · 1966/67 · 1967/68 · 1968/69 · 1969/70 · 1970/71 · 1971/72 · 1972/73 · 1973/74 · 1974/75 · 1975/76 · 1976/77 · 1977/78 · 1978/79 · 1979/80 · 1980/81 · 1981/82 · 1982/83 · 1983/84 · 1984/85 · 1985/86 · 1986/87 · 1987/88 · 1988/89 · 1989/90 · 1990/91 · 1991/92 · 1992/93 · 1993/94 · 1994/95 · 1995/96 · 1996/97 · 1997/98 · 1998/99 · 1999/00 · 2000/01 · 2001/02 · 2002/03 · 2003/04 · 2004/05 · 2005/06 · 2006/07 · 2007/08 · 2008/09 · 2009/10 · 2010/11 · 2011/12 · 2012/13 · 2013/14 · 2014/15 · 2015/16 · 2016/17 · 2017/18 · 2018/19 · 2019/20 · 2020/21 · 2021/22 · 2022/23 · 2023/24 · 2024/25

Eredivisie · Eerste divisie · Johan Cruijff Schaal · KNVB Beker · Play-offs